# 1198 км
1198 км (баш. 1198 км) — железнодорожная казарма (населённый пункт), упразднённая в 2005 году поселение Кармановского сельсовета Янаульского района Республики Башкортостан.

## История
Поселение появилось при строительстве железной дороги. В селении жили семьи тех, кто обслуживал инфраструктуру Горьковской железной дороги.
Закон «О внесении изменений в административно-территориальное устройство Республики Башкортостан в связи с образованием, объединением, упразднением и изменением статуса населённых пунктов, переносом административных центров» от 20 июля 2005 года № 211-з., ст.1 гласил:

4. Упразднить следующие населённые пункты:
39) в Янаульском районе:
а) поселение железнодорожная казарма 1198 км Кармановского сельсовета

## География
Расположена на северо-западе Башкортостана, на Прибельской увалисто-волнистой равнине. Климат умеренно континентальный тёплый, незначительно засушливый.
Расстояние (на 1 января 1969 года) от поселения до:
- районного центра (Янаул): 31 км,
- центра сельсовета (Карманово): 4 км,
- ближайшей железнодорожной станции (Янаул): 31 км.

## Население
На 1 января 1969 года проживало 19 человек; преимущественно башкиры .